# 미이라: 황제의 부활
《미이라: 황제의 부활》(Day of the Mummy)은 2014년 10월 20일에 영국에서 개봉한 영화이다. 조니 태버가 감독을 맡았다. 대한민국에서는 2016년 11월 17일에 개봉하였다.

### 캐스트
- 칼 - 대니 글로버
- 잭 - 윌리엄 맥나마라
- 닥터 샘 - 팀 맬로니